# Cornelis Mahu

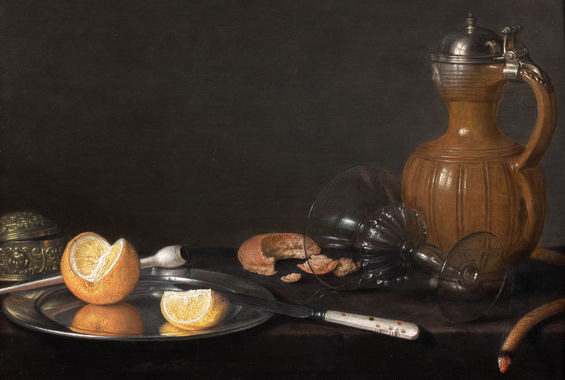
Bodegón con una naranja sobre plato de estaño, jarra de gres, vaso, pan y caja de tabaco, óleo sobre tabla, 40,5 x 55,8 cm, colección privada de Alemania.

Cornelis Mahu (Amberes, c. 1613-1689) fue un pintor barroco flamenco.

## Biografía
Inscrito como maestro independiente en el gremio de San Lucas de Amberes en 1638, fue maestro del pintor de flores Gaspar Peeter Verbruggen.
Mahu fue un pintor versátil de escenas de género protagonizadas por campesinos bebiendo en las tabernas y guardias de soldados además de marinas, a la manera de Bonaventura Peeters y los marinistas de los Países Bajos del Norte dedicados a la pintura de exóticos puertos mediterráneos, pero destacó principalmente como pintor de bodegones del tipo llamado «banquete monócromo» por dominar en ellos el color gris pardo del fondo con el que armonizan un reducido número de objetos. Iniciado por los pintores de Haarlem Willem Heda y Pieter Claesz, el banquete monócromo tuvo como representante más destacado en los Países Bajos del Sur a Cornelis Mahu, copista de algunas de las composiciones de Heda.

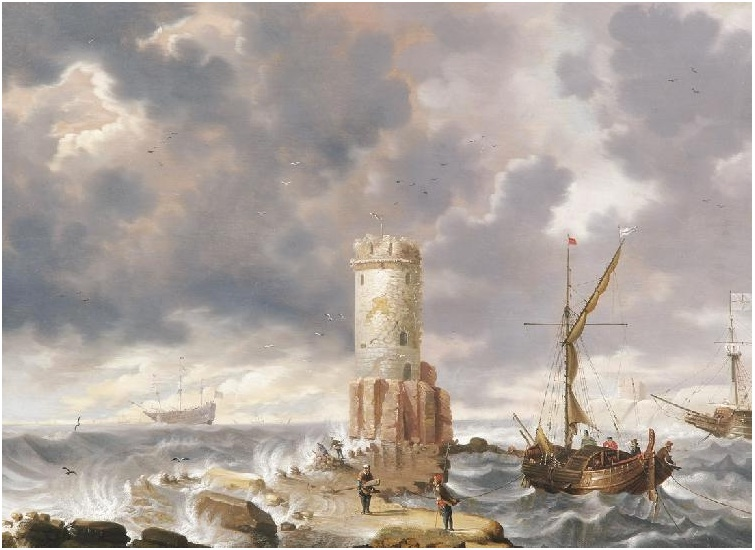
Un puerto fantástico y faro, óleo sobre tabla, 41,5 x 57 cm, colección privada.